# José Colomer
José Colomer Rivas (10 giugno 1935 – 24 gennaio 2013) è stato un hockeista su prato spagnolo.

## Palmarès
- Giochi olimpici

Roma 1960: bronzo.